# Delias angiensis
Delias angiensis är en fjärilsart som beskrevs av Talbot 1928. Delias angiensis ingår i släktet Delias och familjen vitfjärilar. Inga underarter finns listade i Catalogue of Life.